# Джапалак
Джапалак (кирг. Жапалак) — село в Кыргызстане, административно подчинённое администрации города республиканского значения Ош.

## География
Село расположено в юго-западной части республики, вблизи западной окраины города Оша. Абсолютная высота — 1052 метра над уровнем моря.

## Население
Согласно оценочным данным Национального статистического комитета Кыргызской Республики, численность населения села на начало 2023 года составляла 4293 человека.
| год     | 2014 | 2015 | 2020 | 2021 | 2023 |
| ------- | ---- | ---- | ---- | ---- | ---- |
| человек | 4035 | 4112 | 4180 | 4181 | 4293 |